# Krabbenkreekdam
De Krabbenkreekdam verbindt het eiland Tholen met het schiereiland Sint Philipsland. De dam is aangelegd in 1972 in verband met het Schelde-Rijnkanaal en sluit de Krabbenkreek af, die in directe verbinding staat met de Oosterschelde. In 1973 is de weg over de dam, de N656, geopend.